# BPM "BEST FILES"
『BPM "BEST FILES"』（ビーピーエム ベストファイルズ）は、日本の音楽ユニットTWO-MIXが1997年3月13日に発売された1枚目のベスト・アルバム。

## 概要
TWO-MIX初のベスト・アルバムとして発売され、全曲リマスタリングが施されている。ライナーノーツには永野椎菜による楽曲解説が掲載されている。
CDと同時に、CD-ROMが付属され「WHITE REFLECTION」のPVや、「JUST COMMUNICATION」から「WHITE REFLECTION」までのフルCGCMとディスコグラフィーが収録されている。

## チャート成績
オリコンチャート週間6位、年間チャートでも88位を記録した。

## 収録曲
| 全作詞: 永野椎菜、全編曲: TWO-MIX。 |                                  |                |            |      |
| #                                   | タイトル                         | 作詞           | 作曲       | 時間 |
| 1.                                  | 「WHITE REFLECTION」             | 永野椎菜 [ 3 ] | 高山みなみ | 4:46 |
| 2.                                  | 「JUST COMMUNICATION」           | 永野椎菜 [ 3 ] | 馬飼野康二 | 4:20 |
| 3.                                  | 「RHYTHM EMOTION」               | 永野椎菜 [ 3 ] | 高山みなみ | 3:55 |
| 4.                                  | 「RHYTHM GENERATION」            | 永野椎菜 [ 3 ] | 高山みなみ | 3:55 |
| 5.                                  | 「INNOCENT DANCE」               | 永野椎菜 [ 3 ] | 高山みなみ | 4:17 |
| 6.                                  | 「BELIEVE」                      | 永野椎菜 [ 3 ] | 高山みなみ | 5:45 |
| 7.                                  | 「LOVE REVOLUTION」              | 永野椎菜 [ 3 ] | 高山みなみ | 4:43 |
| 8.                                  | 「SILENT CRUISING」              | 永野椎菜 [ 3 ] | 高山みなみ | 4:36 |
| 9.                                  | 「BECAUSE I LOVE YOU」           | 永野椎菜 [ 3 ] | 高山みなみ | 4:35 |
| 10.                                 | 「DIVIN' TO PARADISE」           | 永野椎菜 [ 3 ] | 高山みなみ | 4:56 |
| 11.                                 | 「MEETING ON THE PLANET」        | 永野椎菜 [ 3 ] | 高山みなみ | 5:00 |
| 12.                                 | 「ENDLESS LOVE」                 | 永野椎菜 [ 3 ] | 高山みなみ | 6:14 |
| 13.                                 | 「TRUST ME」                     | 永野椎菜 [ 3 ] | 高山みなみ | 5:24 |
| 14.                                 | 「T・R・Y -RETURN TO YOURSELF-」 | 永野椎菜 [ 3 ] | 馬飼野康二 | 5:21 |
| 合計時間:                           | 合計時間:                        | 合計時間:      | 67:47      |      |

| #  | タイトル                            | 作詞 | 作曲・編曲 |
| -- | ----------------------------------- | ---- | ---------- |
| 1. | 「WHITE REFLECTION PROMOTION CLIP」 |      |            |
| 2. | 「SINGLE TV SPOTS」                 |      |            |
| 3. | 「DISCOGRAPHY」                     |      |            |

## 曲解説
1. WHITE REFLECTION
  - 先行シングル。アルバム初収録。
  - OVA『新機動戦記ガンダムW Endless Waltz』主題歌。
2. JUST COMMUNICATION
  - デビューシングル。
  - テレビ朝日系アニメ『新機動戦記ガンダムW』前期オープニングテーマ。
3. RHYTHM EMOTION
  - 2ndシングル。
  - テレビ朝日系アニメ『新機動戦記ガンダムW』後期オープニングテーマ。
4. RHYTHM GENERATION
  - 5thシングル。
  - テレビ東京系『ゴジラ王国』オープニングテーマ。
5. INNOCENT DANCE
  - 2ndアルバム『BPM 143』収録曲。
6. BELIEVE
  - 3rdシングルのc/w曲。アルバム初収録。
7. LOVE REVOLUTION
  - 4thシングル。シングルバージョンはアルバム初収録。
  - テレビ朝日系ドラマ『KIRARA』オープニングテーマ。
8. SILENT CRUISING
  - 1stアルバム『BPM 132』収録曲。
9. BECAUSE I LOVE YOU
  - 2ndアルバム『BPM 143』収録曲。
  - 1999年、高山美瑠 with TWO-MIXがリリースしたシングル「RHYTHMIC YOUTH」のカップリングにてカバー。
10. DIVIN' TO PARADISE
  - 1stアルバム『BPM 132』収録曲。
  - 中部テレメッセージ CMソング。
11. MEETING ON THE PLANET
  - 5thシングルのc/w曲。
  - NACK5『RADIO TWO-MIX』オープニングテーマ。
12. ENDLESS LOVE
  - 2ndシングルのc/w曲。
13. TRUST ME
  - 3rdアルバム『BPM 150MAX』収録曲。
14. T・R・Y -RETURN TO YOURSELF-
  - 3rdシングル。シングルバージョンはアルバム初収録。
  - TBS系『スーパーサッカー』エンディングテーマ。

## リリース履歴
| No. | 日付          | レーベル             | 規格      | 規格品番 | 最高順位 | 備考 |
| --- | ------------- | -------------------- | --------- | -------- | -------- | --- |
| 1   | 1997年3月13日 | キングレコード / KMW | CD+CD-ROM | KICS-611 | 6位      | 初回特典のみ特製BOX仕様 「ジャケットステッカー」付。 「TWO-MIX オリジナルグッズプレゼント応募ハガキ」封入。 |